# Enarotadius gressitti
Enarotadius gressitti är en skalbaggsart som beskrevs av S. Endrödi 1971. Enarotadius gressitti ingår i släktet Enarotadius och familjen Dynastidae. Inga underarter finns listade i Catalogue of Life.